# Дорожній чек
Дорожній чек (англ. traveler's cheque) — платіжний документ, що зазвичай використовують як засіб розрахунків у подорожах, здебільшого міжнародних.
Дорожній чек, це наказ одного банку іншому виплатити зазначену в чеку суму грошей власникові чека за зразком його підпису, поставленого на чеку в момент продажу. При пред'явленні чека до оплати власник повинен вдруге розписатися на чеку. Оплата здійснюється при ідентичності підписів.

## Історія
Назва чеків «дорожні» — недаремна, вони були винайдені для захисту грошей у подорожах: вирушаючи в небезпечну дорогу, мандрівник брав з собою не гроші, а іменний цінний папір, який по прибуттю міг би обміняти на ту чи іншу суму. Притому платник виплачував відповідну суму тільки «на пред'явника», звіривши його підпис. Цей простий механізм убезпечував подорожуючого від надмірних ризиків.

## Сьогодні
Дорожні чеки використовують як засіб забезпечення туристів міжнародною валютою або валютою країни перебування. Сфера застосування дорожніх чеків визначається угодами між банками або іншими фінансовими установами, туристичними фірмами. Випускаються в національній або іноземній валюті. Дорожній чек виступає як засіб оплати товарів і послуг, рівноцінний готівці та кредитним карткам.
Сучасні дорожні чеки володіють високим ступенем захисту від підробки, на них вказується валюта і номінал, а також власний номер чека. Найбільше поширення одержали чеки в доларах США і євро, але є чеки і в інших видах валют. Чеки мають різні номінали (10, 50, 100, 1000 тощо), які можуть значно перевищувати найвищі номінали відповідної валюти.

## Емітенти
Емітентами дорожніх чеків є комерційні банки, інші кредитні й фінансові інститути, а також туристичні організації. Зокрема одним з найбільших емітентом є американська фінансова компанія American Express чеки якої перебувають в обігу в усьому світі.